# Maître de la Glorification de Marie

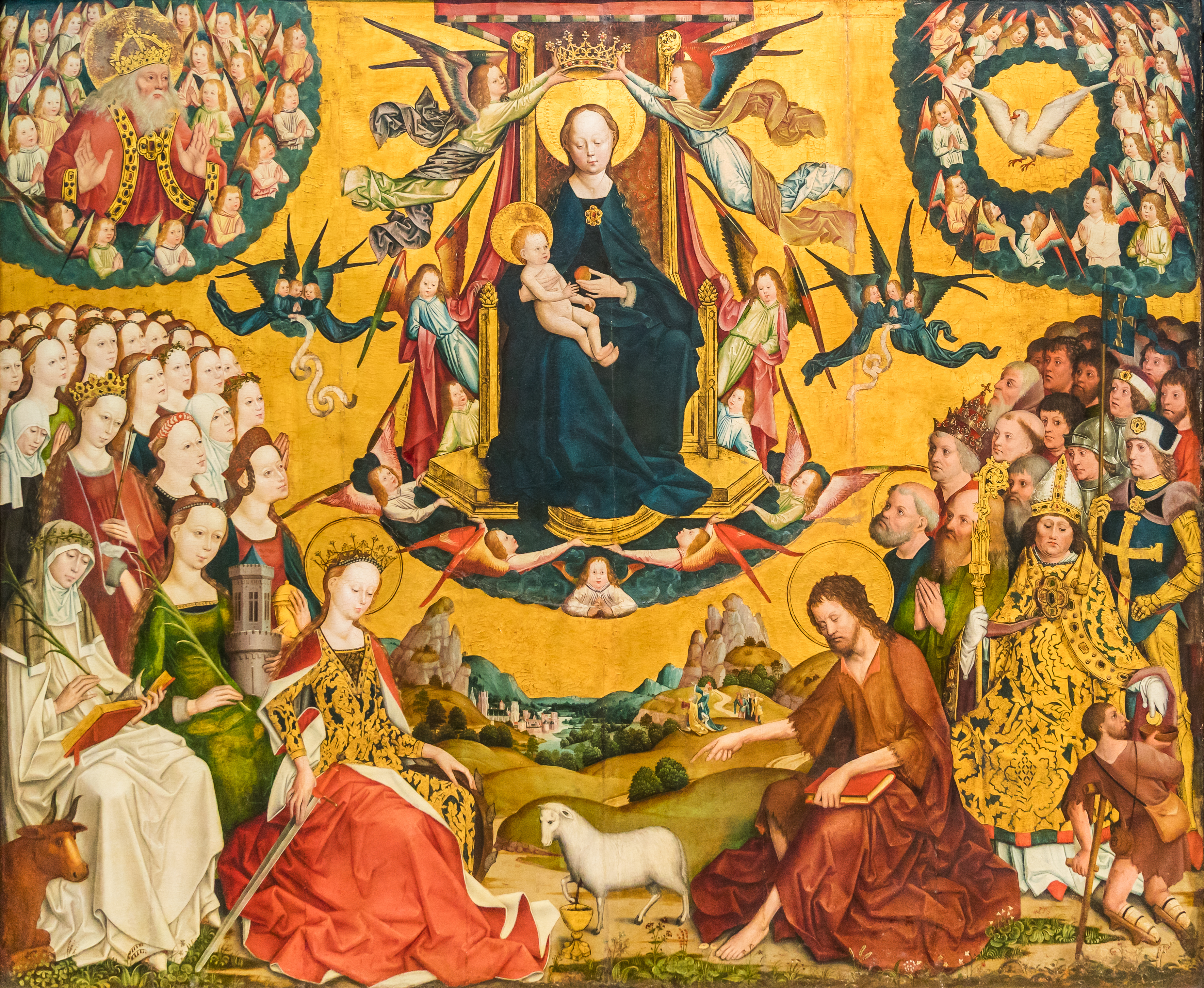
Glorification de Marie.

Le Maître de la Glorification de Marie est un peintre, actif à Cologne autour de 1460-1470/80 ou 1493. Son nom est inconnu, et il porte son nom de convention d'après l'une de ses œuvres.

## Éléments de style

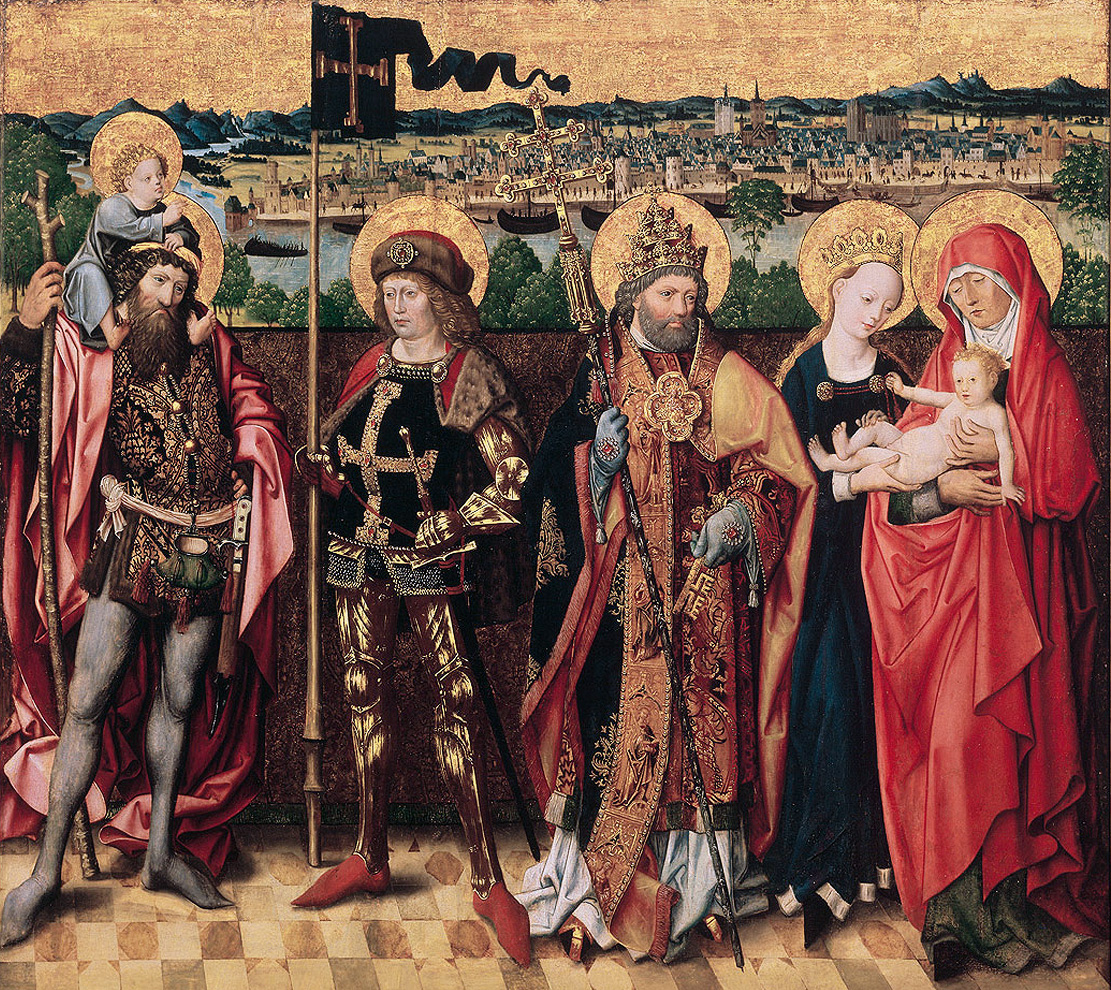
Anne trinitaire avec Christophe, Géréon et Pierre. À l'arrière-plan, vue panoramique sur Cologne.

Ses tableaux se distinguent par le grand soin porté aux détails et à la représentation des espaces. Cette précision dans le détail est particulièrement frappante dans son tableau de la Sainte Anne trinitaire (ou « Anna Selbdritt »), où la vue panoramique de Cologne à l'arrière-plan avec le Siebengebirge est remarquable de précision et de réalisme. Il a probablement aussi été influencé par des maîtres flamands de son époque comme Rogier van der Weyden.
Ses œuvres sont conservées notamment au Wallraf-Richartz Museum.

## Œuvres (sélection)
Glorification de Marie
- Glorification de Marie, vers 1470, 163 × 197 cm huile et tempera sur chêne, Wallraf-Richartz-Museum WRM 0119. 
La vision de Marie suit la description que l'on trouve dans La Légende dorée. La Vierge est assise sur un trône, une couronne soutenue au-dessus de sa tête. À gauche un groupe de vierges est emmené par les saintes Brigitte, Ursule, Barbe, Madeleine et Catherine. À droite, face à Catherine, Jean Baptiste reconnaissable à ses vêtements. Entre Catherine et Jean-Baptiste, l'Agneau mystique avec un calice doré. À la suite de Jean-Baptiste, une foule de dignes vieillards, avec Pierre et Paul, puis Martin en vêtements épiscopaux et Géréon en armure avec une grande croix. Une autre vision, plus petite, est décrite au milieu du tableau, juste au-dessus de la main droite de Jean Baptiste : une femme élégamment vêtue à côté d'un homme agenouillé, son sceptre à ses côtés, et qui montre l'apparition céleste. Il s'agit de la Sibylle de Tibur qui montre la Vierge et l'Enfant à l'empereur Auguste[3]. 
Le tableau a été remanié avant 1850 par Ramboux : la partie de la Madone trônante montre des traces rectangulaire d’un réinsertion, car elle a été séparée du reste, au moins passagèrement. On reconnaît aussi quelques traits éclectiques : Marie semble très flamande, le trône est plutôt de style florentin, l’image de Géréon rappelle son portrait dans la cathédrale, et saint Jean ressemble quelque peu à celui du retable de Gand. Les anges sont tout à fait dans le style de Lochner[4]. Provient de l’église Sainte-Brigitte de Cologne[5].

Autres œuvres

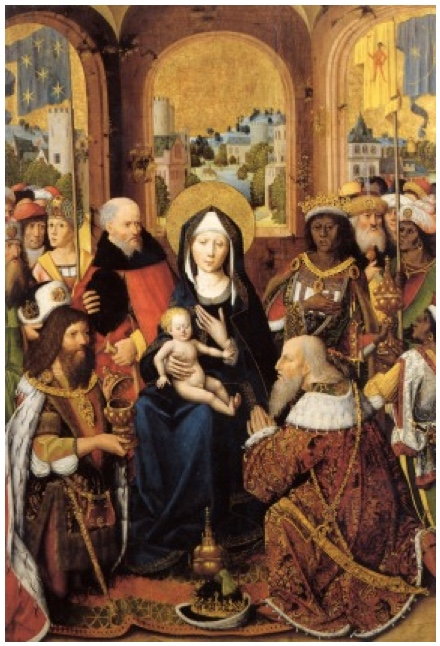
Adoration des mages. Suermond-Ludwig-Museum

- Adoration des mages (vers 1480), huile et tempera sur chêne 129 × 88 cm, Suermondt-Ludwig-Museum.
- Sainte Anne trinitaire[6] avec Christophe, Géréon et Pierre (vers 1475), huile et tempera sur chêne, Wallraf-Richartz-Museum WRM 0120. Ce tableau est remarquable par le panorama de Cologne qui s'étend sur toute sa largeur. Les saints et Anne sont sur le même plan, seule Marie est en retrait.
- Quatre saints. L'autre côté du même volet de retable. Montre Claire d'Assise, Bernard d'Assise, Bonaventure de Bagnoregio et François d'Assise devant un paysage dans lequel se situe une ville fortifiée.